# Степове (селище, Синельниківський район)
Степове — селище в Україні, Синельниківському районі Дніпропетровської області. Входить до складу Іларіонівської селищної громади.Населення за переписом 2001 року становить 18 осіб. Колишній орган місцевого самоврядування - Дерезуватська сільська рада.
19 липня 2020 року, в результаті адміністративно-територіальної реформи та ліквідації   Синельниківського (1923—2020) району, селище увійшло до складу новоутвореного Синельниківського району.

## Географія
Селище Степове знаходиться на відстані 2,5 км від села Дерезувате. Поруч проходить автомобільна дорога Т 0425.

## Населення

### Мова
Розподіл населення за рідною мовою за даними перепису 2001 року:
| Мова       | Кількість | Відсоток |
| ---------- | --------- | -------- |
| українська | 17        | 94.44%   |
| російська  | 1         | 5.56%    |
| Усього     | 18        | 100%     |

## Інтернет-посилання
- Погода в селищі Степове

1. ↑  Постанова Верховної Ради України від 17 липня 2020 року № 807-IX «Про утворення та ліквідацію районів»
2. ↑  Рідні мови в об'єднаних територіальних громадах України — Український центр суспільних даних